# وعد

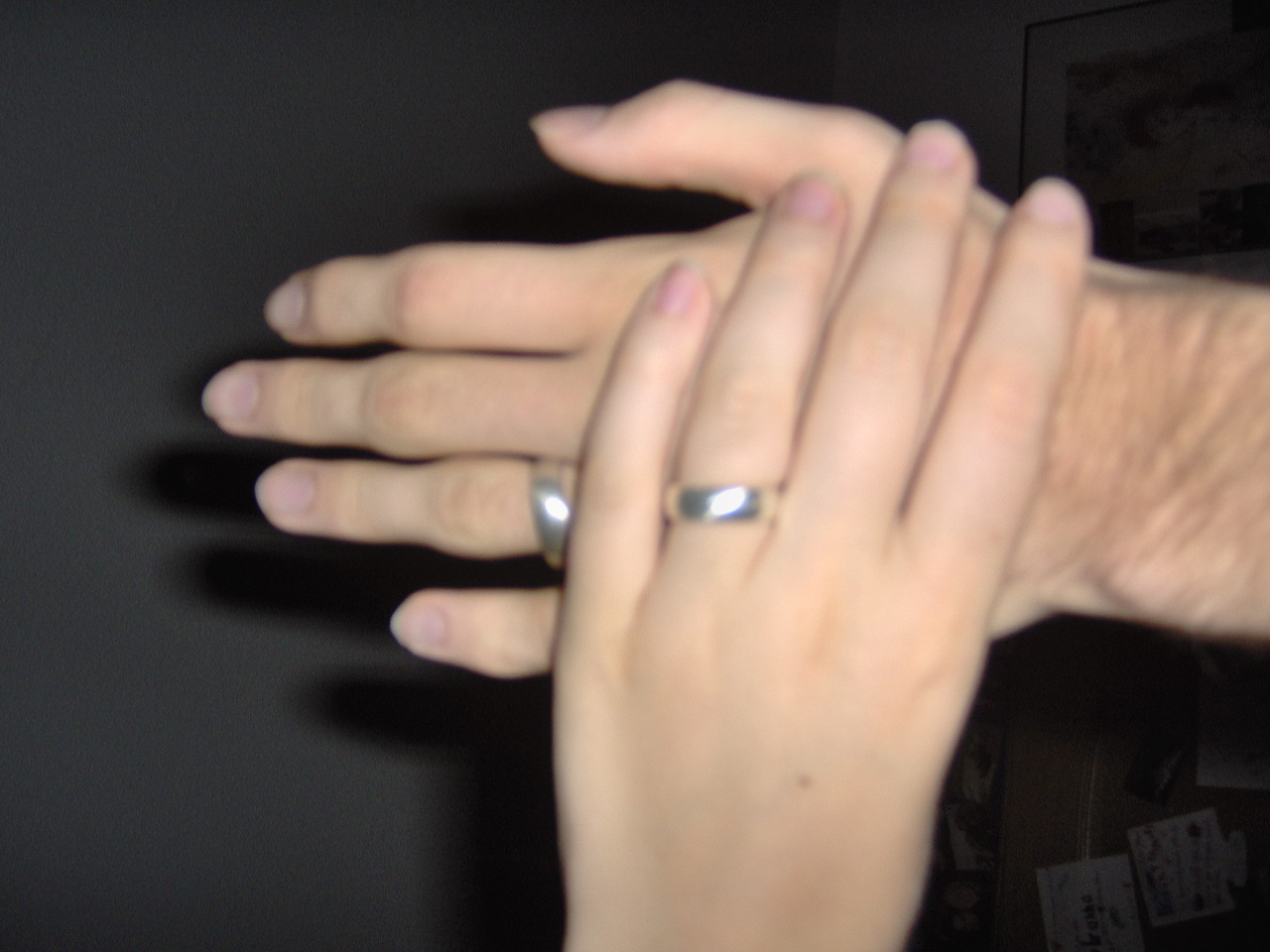

الوعد هو شكل من أشكال الاتفاقيات يتم بموجبه عقد صفقة بين طرفين، يقوم فيها الطرف الأول بمنح خدمة أو هدية للطرف الثاني في فترة ما في المستقبل.
في اللغة العربية، الكلمة تأتي من الجذر 'و ع د' ويقال وعد فلانٌ فلانًا بالأمر، أي يجريه له أو ينيله إياه.

## في الأدب العربي
وردت هذه الكلمة في الكثير من الأشعار والحكم العربية منها: